# Coutures (Tarn-et-Garonne)
Coutures (okzitanisch Coturas) ist eine französische Gemeinde 108 Einwohnern (Stand 1. Januar 2022) im Département Tarn-et-Garonne in der Region Okzitanien (vor 2016 Midi-Pyrénées). Sie gehört zum Kanton Beaumont-de-Lomagne und zum Arrondissement Castelsarrasin. 
Sie grenzt im Norden an Saint-Arroumex, im Osten an Fajolles, im Süden an Sérignac, im Südwesten an Esparsac und im Westen an Gensac.

## Bevölkerungsentwicklung
| Jahr      | 1962 | 1968 | 1975 | 1982 | 1990 | 1999 | 2007 | 2015 |
| --------- | ---- | ---- | ---- | ---- | ---- | ---- | ---- | ---- |
| Einwohner | 146  | 130  | 113  | 100  | 96   | 104  | 103  | 99   |